# Edward Deckers
Eduardus Alphonsus Franciscus Deckers, ook Eduard Deckers of Edouard Deckers, (Antwerpen, 24 december 1873 – Antwerpen, 29 december 1956) was een Belgisch beeldhouwer.

## Leven

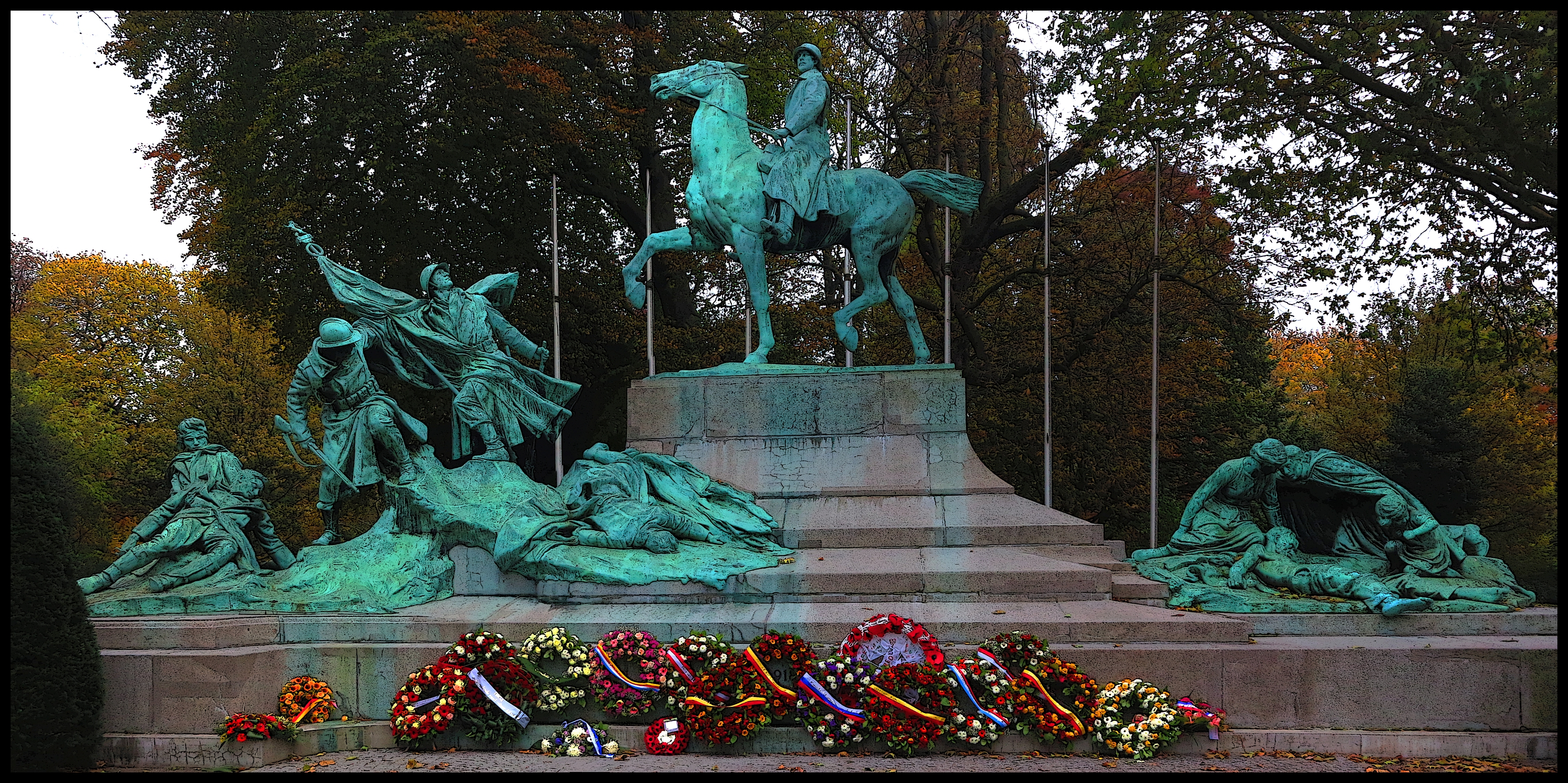
Monument voor de Gesneuvelden - Antwerpen

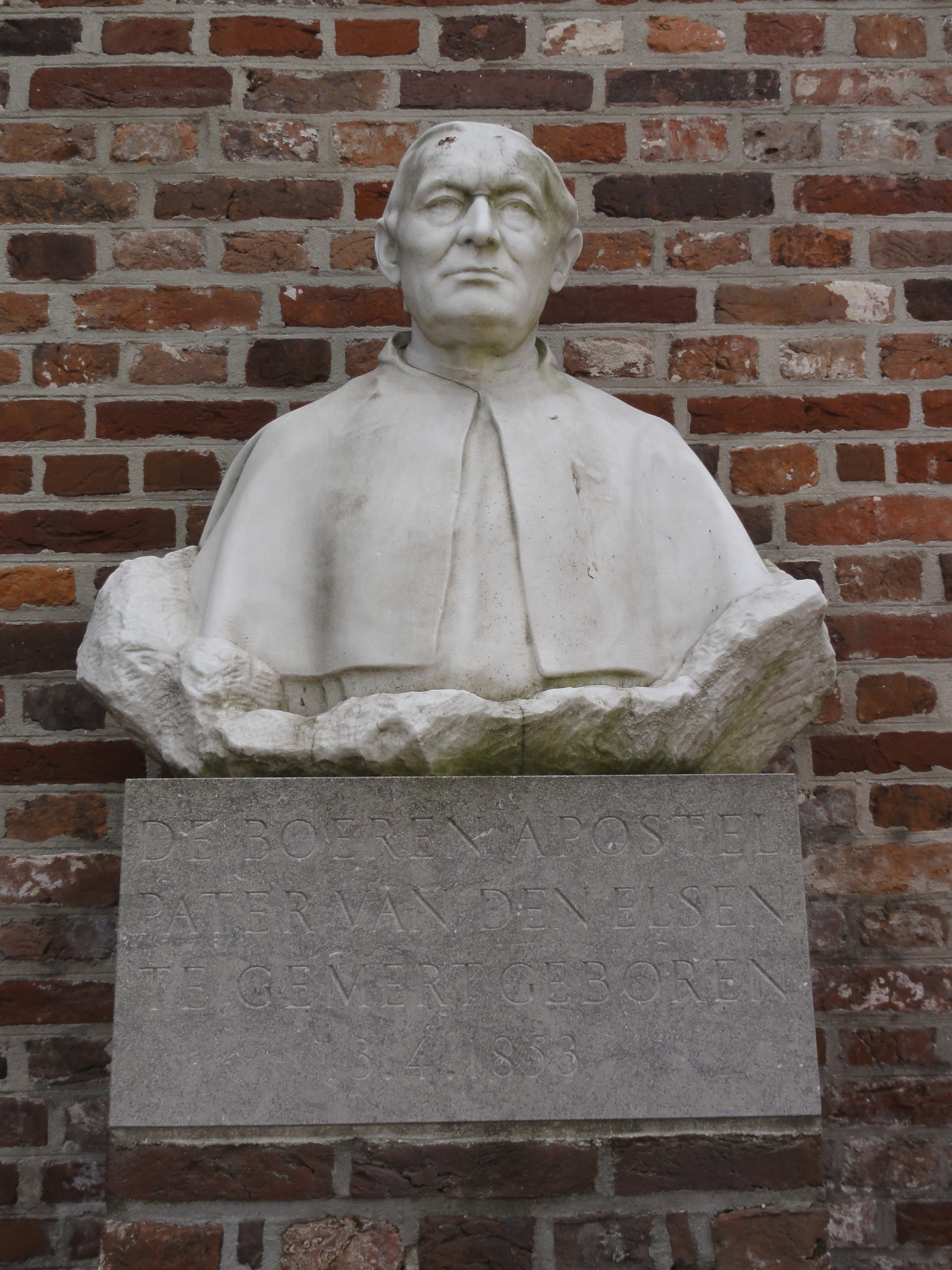
Gerlacus van den Elsen - Gemert

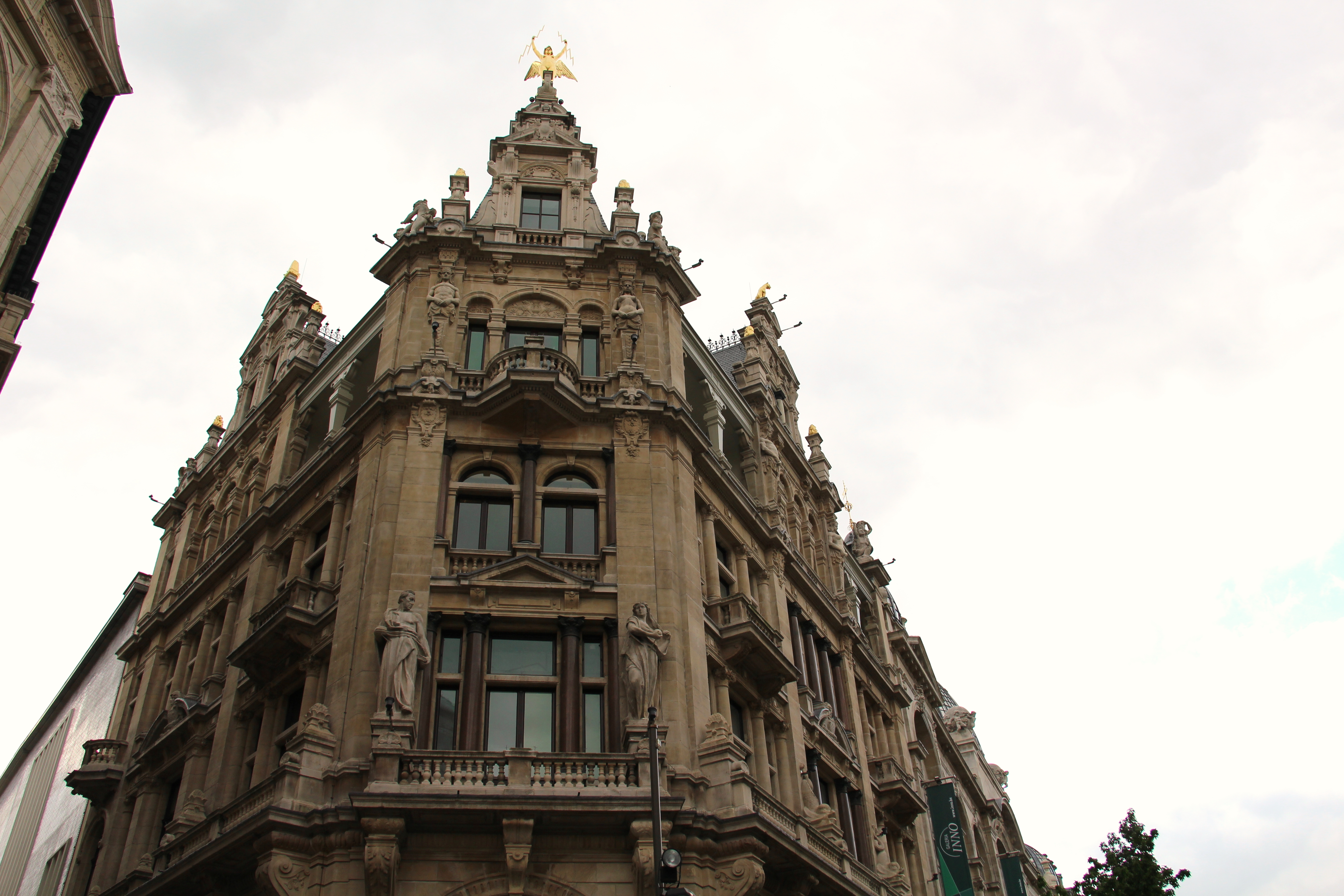
Antwerpen - Meir

Deckers was een van de 6 kinderen van beeldhouwer Frans Deckers, (Antwerpen, 1835) en zijn vrouw Maria Theresia Venesoen (Antwerpen, 1839). Zijn opleiding kreeg hij aan de Koninklijke Academie voor Schone Kunsten in Antwerpen en vervolgens aan het Nationaal Hoger Instituut voor Schone Kunsten van Thomas Vinçotte, waarbij hij praktijkervaring opdeed in het atelier van zijn vader.
In 1894 won hij de Antwerpse Nicaise De Keyserprijs en met zijn Bachanaal was hij de winnaar van de Godecharleprijs in 1897. Het gipsen ontwerp staat nu in de trapzaal van de Academie.
Na 1912 heeft Deckers zelf 30 jaren les gegeven aan het Koninklijke Academie voor Schone Kunsten van Antwerpen. Leerlingen van hem waren oa. Willy Kreitz, Godelieve van Riet en Piet van Dongen.

## Creatief
De werken van Deckers, evenals die van zijn vader, bevinden zich vooral in de ruime omgeving van Antwerpen. Hij werkte daarbij onder anderen samen met de architecten Emile Thielens, Willem Van Oenen, Emiel Van Averbeke en Alexis van Mechelen. Het meest opvallende van zijn werken is het Monument voor de Gesneuvelden, een enorm groot monument ter herdenking van de slachtoffers van de Eerste Wereldoorlog. Als winnaar van een ontwerpwedstrijd, die in 1922 uitgeschreven werd door oudstrijdersbond “Nooit vergeten”, mocht Deckers zijn ontwerp voor het monument verwezenlijken. Dit enorme monument, 17m lang en tot 5m hoog, beeldt koning Albert uit, te paard, met om hem heen soldaten en burgers als slachtoffers van de oorlog(en).
Op 21 april 1930 werd het monument onthuld in aanwezigheid van koning Albert en koningin Elisabeth in het Stadspark aan de Van Eycklei in Antwerpen. Later werd een plaquette toegevoegd, waarmee ook de slachtoffers van de Tweede Wereldoorlog worden herdacht.
In 1956 overleed Deckers op 83-jarige leeftijd en werd begraven op het Sint-Fredegandus kerkhof nabij de Sint-Fredeganduskerk in Deurne naast het graf van zijn vader.

## Werken (selectie)
- 1897 Het Bachanaal - Winnaar van de Godecharleprijs van 1897.
- 1897 Maskers op steunen van de drie-zijdige erker. - Amerikalei 193 Antwerpen.
- 1899 Een man met toorts uit de prehistorie - Meir58 Antwerpen. Het linkse beeld is een de vier beelden, die de geschiedenis van het kunstlicht symboliseren.
- 1901 Een nimf ontdekt het hoofd van de vermoorde Orpheus - Koninklijk Museum voor Schone Kunsten Antwerpen (KMSKA).
- 1903 De bezweerder - (brons) Getoond op de Internationale Expositie van Brussel 1897. Nu in het KMSKA.
- 1905? De Studie en de Ontdekking - Otto Veniusstraat 2 in Antwerpen. Twee beelden in de vorm van een mannen- en vrouwensculptuur.[5]
- 1907 Portrait van mijn vader - (marmer). Ook te zien op de Salon van Brussel van 1907.
- 1908 Ch.Corty - (wit marmer). Het borstbeeld op de eerste verdieping van de Handelsbeurs Borzestraat 31 Antwerpen[6][7]
- 1910 De Zomer (marmer) en De Sluier (brons) - Generaal Capiaumontstraat 24 Antwerpen, het toenmalige woonhuis van Deckers.  (Salon triennal Bruxelles 1910)
- 1911 De Gulden Eeuw  - (brons ) Dit is in bezit van KMSKA na aankoop van de kunstenaar op de Driejaarlijkse Tentoonstelling in 1911.
- 1918 / 1923 Heilig Hartbeeld Kontich - (Sint-Martinus parochie) - Gemeenteplein.
- 1921 Gerlacus van den Elsen - (marmer). Buste van de Nederlandse pater (1853-1953). In collectie van het KMSKA.
- 1922 Onze-Lieve-Vrouw met Kind - (Euvillesteen). Dit beeld stond tegen het pand Justitiestraat 18 / Mertens en Torfsstraat als dank voor het veilig schuilhouden tijdens de beschietingen van 1914. Het voormalige pand werd afgebroken rond 1968; het beeld ligt in opslag.[8]
- 1926 Monseigneur Petrus Noyen - (brons). Reliëf in de Kerkstraat Helmond.
- 1928 "Boerenpater" Gerlacus van den Elsen - (marmer). In het Kerkepad te Gemert.
- 1930 Monument voor de Gesneuvelden - (brons / blauwe hardsteen). Aan de Rubenslei / Van Eycklei in het stadspark van Antwerpen.
- 1930 Heilige Coleta - (steen). Beeld van Deckers in de Kapel Heilige Hart van de Sint Antoniuskerk te Antwerpen.[9]
- 1939 Mercurius en Minerva (brons) - Op portiek naar tuin van het Rubenshuis[10] aan de Wapper in Antwerpen.
- - Robert, hertog d’Ursel (1873–1955) – plaasteren afgietsel van het borstbeeld.[11]
- - Beeldje bij de Scheldebron op de hoogvlakte van Saint-Quentin (Aisne)[12]
- - J.Schobbens gedenkteken - In park Rivierenhof in Deurne staat dit gedenkteken voor griffier Schobbens (1871-1939).[13]
- - Werk in de voormalige Sint-Augustinuskerk van Antwerpen, nu AMUZ (muziekcentrum) in de Kammenstraat.[14]
- 1946? Portret van Emiel Van Averbeke - (brons) tegen het Rubenshuis.

## Medailles
- 1915 Medaille Steun aan het zwakke kind[15]. Zilver.
- 1919 Medaille Anatole de Cock de Rameyen. Achterzijde: "Land en Tuinbouw Comiteit der Provincie Antwerpen". Brons.[16]
- - Pons ontwerp voor medailles "Land en Tuinbouw Comiteit der Provincie Antwerpen" / "Quand meme". Staal.[17]

- RKD-Nederlands Instituut voor Kunstgeschiedenis: 21300